# Pholcus vachoni
Pholcus vachoni là một loài nhện trong họ Pholcidae. Loài này được phát hiện ở Marokko.